# Al-Zawraa SC
Der al-Zawraa Sport Club (arabisch الزوراء, DMG az-Zaurāʾ) ist ein irakischer Sportverein aus Bagdad. Mit 12 irakischen Meisterschaften und 14 Pokalsiegen ist er der erfolgreichste Fußballverein im Irak.
al-Muwasalat wurde am 29. Juni 1969 gegründet und 1972 in al-Zawraa umbenannt. al-Zawraa spielte in der Saison 1974/75 zum ersten Mal in der Iraqi Super League und wurde eine Saison später zum ersten Mal erfolgreich Meister.
Seit 1974 gehört al-Zawraa ununterbrochen der Iraqi Super League an und ist mit 13 Titeln Rekordmeister und gewann zudem 15 Mal den nationalen Pokalwettbewerb.
In der AFC Champions League konnte man 2005 und 2007 jeweils die Gruppenphase erreichen und stand 2000 im Finale des Asian Cup Winners Cup. Hier unterlag man dem japanischen Vertreter Shimizu S-Pulse mit 0:1.

## Erfolge
- Irakische Fußballmeisterschaft

Meister: 1976, 1977, 1979, 1991, 1994, 1995, 1996, 1999, 2000, 2001, 2006, 2011, 2016, 2018
- FA Cup

Sieger: 1976, 1979, 1981, 1982, 1989, 1990, 1991, 1993, 1994, 1995, 1996, 1998, 1999, 2000, 2017, 2019
Finalist: 1988, 2016, 2021